# Marmentino
Marmentino ist eine norditalienische Gemeinde (comune) mit 655 Einwohnern (Stand 31. Dezember 2023) in der Provinz Brescia in der Lombardei. Die Gemeinde liegt etwa 24,5 Kilometer nordnordöstlich von Brescia im Val Trompia und gehört zur Comunità montana della valle Trompia.